# Ornithospila carteronae
Ornithospila carteronae är en fjärilsart som beskrevs av Claude Herbulot 1982. Ornithospila carteronae ingår i släktet Ornithospila och familjen mätare. Inga underarter finns listade i Catalogue of Life.